# 宽阇
宽阇（Könchek，？—1308年），察合台汗笃哇之子。蒙古帝国察合台汗国第十一代大汗。
1306年，被父亲派遣到大都朝贺。年底，笃哇去世，元朝册封宽阇继位。此時中亞混乱，汗国无力征戰，他和元朝朝廷保持友好。其間德里蘇丹國收復被察合台汗國所佔的舊都拉合尔。1308年，元武宗给他厚赏，派使者抚问，他向元朝进献成吉思汗时所造撒马尔罕等城市的户口清册，请以三年贡赋交给元朝来表示恭顺。宽阇在位一年有余，1308年去世。